# よみASAプラス

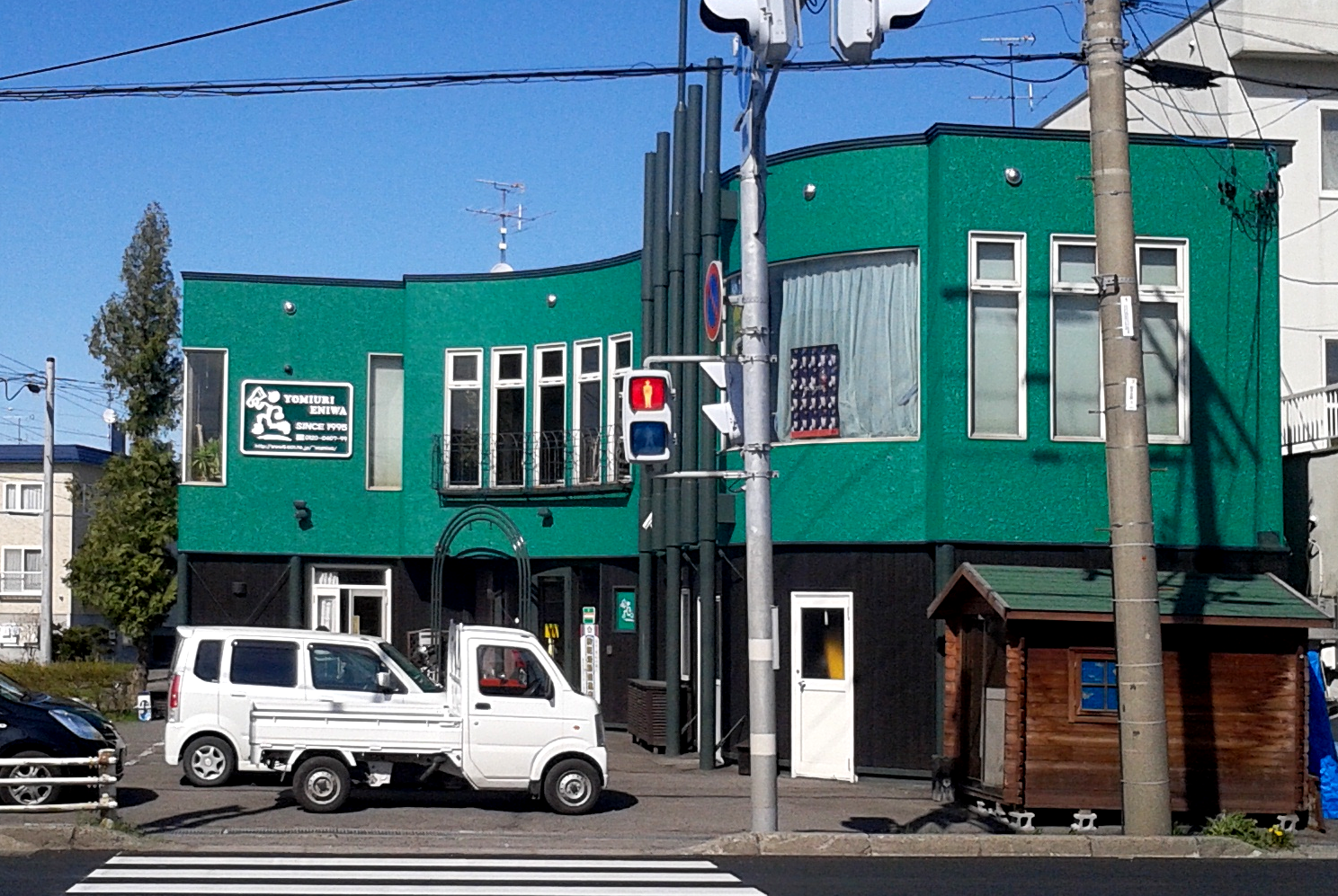
よみうり恵庭

よみASAプラス（よみあさプラス）は、かつて恵庭市内の読売新聞の販売所と朝日新聞の販売所が共同で発行していた恵庭の情報紙、フリーペーパー。週刊で発行しており毎週木曜日、69号にわたって発行された。発行部数は1万部。配布方法は読売新聞、朝日新聞への折込み及び恵庭市内の商業施設などで設置配布していた。

## 沿革
- 2006年11月 - 第1号を発行。紙面大はA3判。
- 2007年4月 - 第22号より紙面サイズをタブロイド化する。一面はカラー。2面はモノクロ。
- 2007年11月 - 1周年記念号を発行。新聞業界紙「新聞情報」に“よみASAプラス”が取り上げられる。
- 2008年2月 - 28日、第69号発行をもって休刊。